# 作詞家
作詞家（さくしか）は、歌詞となる言葉を創り上げる者のこと。その中でも特に、それを生業とする者を指す。また作曲家に対して歌詞を提供する者のこと。
専業の作詞家だけでなく、歌手、小説家、詩人、芸能人、放送作家など他業種を本業とする者が関わることも多い。

## 西洋音楽における作詞家
西洋音楽では19世紀後半には作詞家、作曲家、演奏家という専門分化がみられる。
東洋の伝統音楽など西洋音楽以外の分野では西洋音楽における作詞家、作曲家、演奏家などの概念を訳語として当てる際に注意する必要がある。例えばカルナータカ音楽を五線譜にしてヨーロッパに紹介したチンナスワーミ・ムダリヤール（1813年 - 1901年?）は、サンスクリット語で言葉と音楽の達人を意味するヴァーッゲーヤカーラ（vaggeyakara）にcomposer（作曲家）という訳語を当てたが、ヴァーッゲーヤカーラは詩を作って旋律にのせて歌を歌う者であり多くは哲学者で聖者でもあった。